# Argyrosticta amoenita
Argyrosticta amoenita är en fjärilsart som beskrevs av Stoll 1782. Argyrosticta amoenita ingår i släktet Argyrosticta och familjen nattflyn. Inga underarter finns listade i Catalogue of Life.

## Bildgalleri

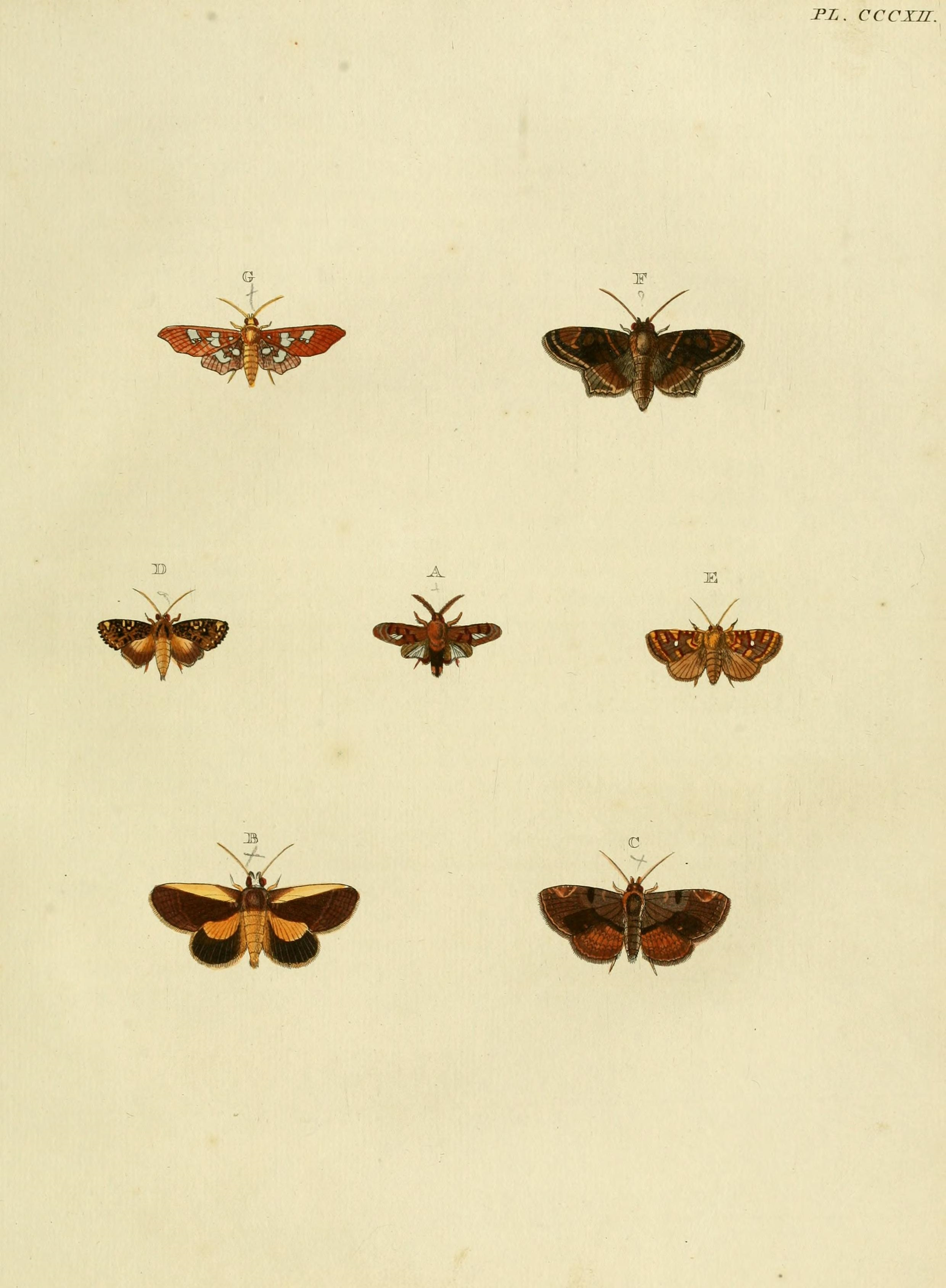